# Seznam dědiců belgického trůnu
Tato stránka obsahuje seznam dědiců belgického trůnu. Seznam obsahuje všechny osoby, které byly považovány za dědice belgického trůnu, ať už jako zjevný dědic, nebo jako domnělý dědic. Ti, kteří se stali králem nebo královnou Belgičanů, jsou zobrazeni tučně.

## Seznam dědiců
| Leopold I.   | Žádný, 1831–1833                          | Žádný, 1831–1833 | Žádný, 1831–1833                        | Žádný, 1831–1833                                  | Žádný, 1831–1833                                                 | Žádný, 1831–1833 | Žádný, 1831–1833 | Žádný, 1831–1833 |
| Leopold I.   | Korunní princ Ludvík-Filip                | Syn              | 24. července 1833 Narození              | 16. května 1834 Smrt                              | Žádný                                                            |                  |                  |                  |
| Leopold I.   | Žádný, 1834–1835                          |                  |                                         |                                                   |                                                                  |                  |                  |                  |
| Leopold I.   | Princ Leopold, vévoda brabantský          | Syn              | 9. dubna 1835 Narození                  | 17. prosince 1865 Otec zemřel, stal se králem     | Žádný, 1835–1837                                                 |                  |                  |                  |
| Leopold I.   | Princ Leopold, vévoda brabantský          | Syn              | 9. dubna 1835 Narození                  | 17. prosince 1865 Otec zemřel, stal se králem     | Princ Filip, vévoda flanderský, 1837–1859, bratr                 |                  |                  |                  |
| Leopold I.   | Princ Leopold, vévoda brabantský          | Syn              | 9. dubna 1835 Narození                  | 17. prosince 1865 Otec zemřel, stal se králem     | Princ Leopold, hrabě henegavský, 1859–1865, syn                  |                  |                  |                  |
| Leopold II.  | Princ Leopold, vévoda brabantský          | Syn              | 17. prosince 1865 Otec se stal králem   | 22. ledna 1869 Smrt                               | Princ Filip, vévoda flanderský, strýc                            |                  |                  |                  |
| Leopold II.  | Princ Filip, hrabě flanderský             | Bratr            | 22. ledna 1869 Synovec zemřel           | 17. listopadu 1905 Smrt                           | Žádný, 1869                                                      |                  |                  |                  |
| Leopold II.  | Princ Filip, hrabě flanderský             | Bratr            | 22. ledna 1869 Synovec zemřel           | 17. listopadu 1905 Smrt                           | Princ Baudouin, 1869–1891, syn                                   |                  |                  |                  |
| Leopold II.  | Princ Filip, hrabě flanderský             | Bratr            | 22. ledna 1869 Synovec zemřel           | 17. listopadu 1905 Smrt                           | Princ Albert, 1891–1905, syn                                     |                  |                  |                  |
| Leopold II.  | Princ Albert                              | Synovec          | 17. listopadu 1905 Otec zemřel          | 23. prosince 1909 Strýc zemřel, stal se králem    | Princ Leopold, syn                                               |                  |                  |                  |
| Albert I.    | Princ Leopold, vévoda brabantský          | Syn              | 23. prosince 1909; Otec se stal králem  | 23. února 1934; Otec zemřel, stal se králem       | Princ Karel, hrabě flanderský, 1909–1930, bratr                  |                  |                  |                  |
| Albert I.    | Princ Leopold, vévoda brabantský          | Syn              | 23. prosince 1909; Otec se stal králem  | 23. února 1934; Otec zemřel, stal se králem       | Princ Baudouin, hrabě henegavský, 1930–1934, syn                 |                  |                  |                  |
| Leopold III. | Princ Baudouin, vévoda brabantský         | Syn              | 23. února 1934; Otec se stal králem     | 17. července 1951; Otec abdikoval, stal se králem | Princ Karel, hrabě flanderský, 1934, strýc                       |                  |                  |                  |
| Leopold III. | Princ Baudouin, vévoda brabantský         | Syn              | 23. února 1934; Otec se stal králem     | 17. července 1951; Otec abdikoval, stal se králem | Princ Albert, kníže lutyšský, 1934–1951, bratr                   |                  |                  |                  |
| Baudouin     | Princ Albert, kníže lutyšský              | Bratr            | 17. července 1951; Bratr se stal králem | 9. srpna 1993; Bratr zemřel, stal se králem       | Princ Karel, hrabě flanderský, 1951–1960, strýc                  |                  |                  |                  |
| Baudouin     | Princ Albert, kníže lutyšský              | Bratr            | 17. července 1951; Bratr se stal králem | 9. srpna 1993; Bratr zemřel, stal se králem       | Princ Filip, 1960–1993, syn                                      |                  |                  |                  |
| Albert II.   | Princ Filip, vévoda brabantský            | Syn              | 9. srpna 1993; Otec se stal králem      | 21. července 2013; Otec abdikoval, stal se králem | Princezna Astrid, arcivévodkyně rakouská-Este, 1993–2001, sestra |                  |                  |                  |
| Albert II.   | Princ Filip, vévoda brabantský            | Syn              | 9. srpna 1993; Otec se stal králem      | 21. července 2013; Otec abdikoval, stal se králem | Princezna Elisabeth, 2001–2013, dcera                            |                  |                  |                  |
| Filip        | Princezna Elisabeth, vévodkyně brabantská | Dcera            | 21. července 2013; Otec se stal králem  | Současná                                          | Princ Gabriel, bratr                                             |                  |                  |                  |